# Genèvekonferensen (1954)

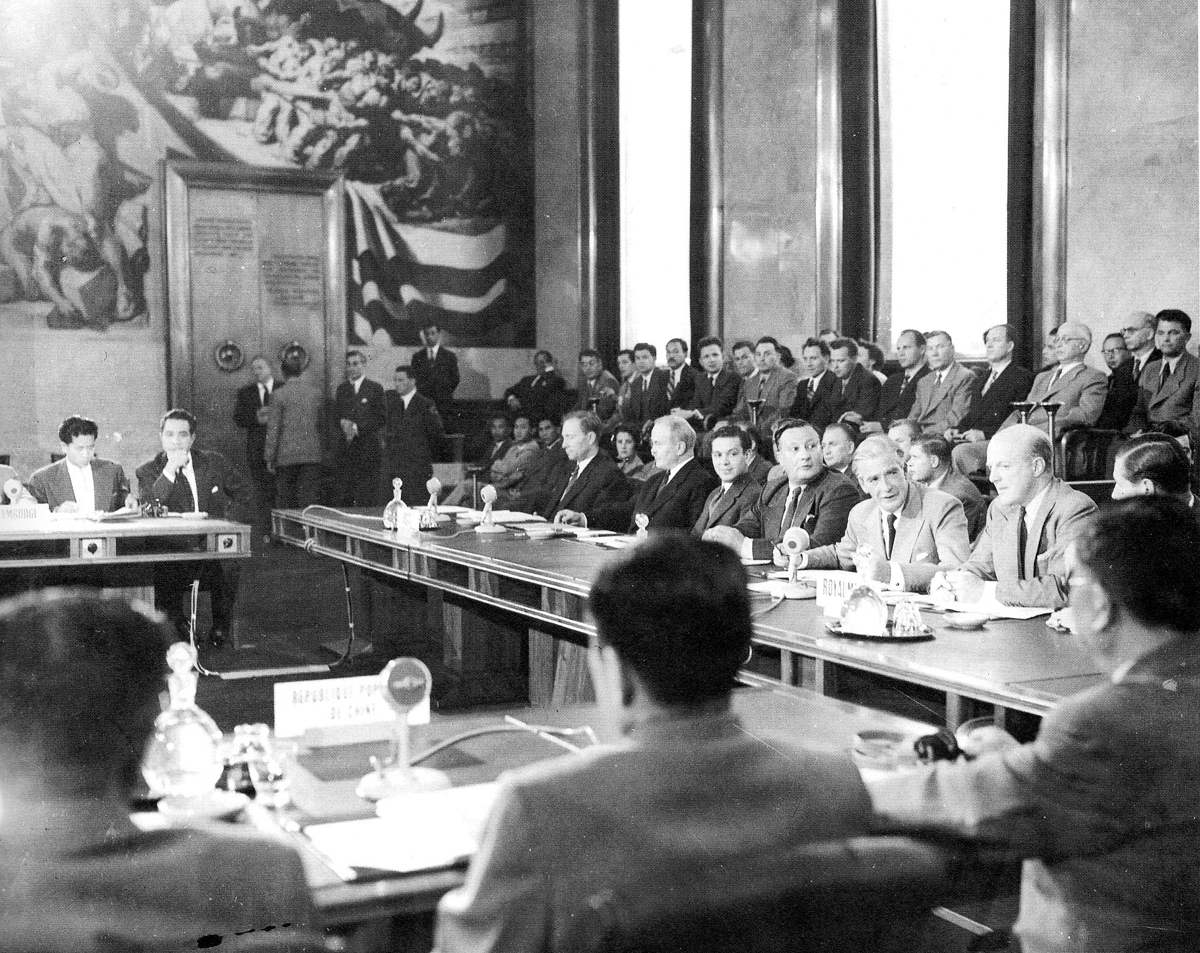
Genèvekonferensen den 21 juli 1954.

Genèvekonferensen var en internationell fredskonferens om de väpnade konflikterna i Korea och Franska Indokina som hölls i Genève mellan den 26 april och den 21 juli 1954.
Den första delen av konferensen (26 april–15 juni 1954), då konflikten i Korea blev behandlad, skedde inte något avgörande genombrott och konfliktens parter visade utpräglat motstånd mot att ge eftergifter. Uppdelningen av Korea i Nordkorea och Sydkorea längs den 38:e breddgraden förblev därför.
I den andra delen av konferensen (8 maj–20 juli 1954), skedde förhandlingar om avslutning av Indokinakriget. Deltagarna i denna del av konferensen var Frankrike, Storbritannien, USA, Kina, Sovjetunionen, Laos, Kambodja, Viet Minh (Nordvietnam) och Sydvietnam.
Flera av de deltagande parterna erkände inte varandra officiellt, men då det var den vietnamesiska frihetsrörelsen, som hade besegrat kolonialmakten Frankrike, var ändringar av maktstrukturen i regionen oundviklig.
Konferensens avslutande antaganden förelåg bara i vaga konkreta skriftliga formuleringar, varav endast ett fåtal skrevs under. USA noterade fördragets existens men undertecknande aldrig fördraget, varför landet inte ansåg sig vara bundet till det. Bland de muntliga förklaringarna var de mest betydelsefulla:
- Etablering av vapenstillestånd i hela regionen
- Delning av Vietnam vid den 17:e breddgraden
- Parlamentsval eller folkomröstning om återförening av Vietnam skulle hållas före julis utgång 1956 (detta hölls aldrig på grund av motstånd från USA och Sydvietnams regering)

Konferensen markerade en i stort sett total avveckling av Frankrikes engagemang i Indokina, men konferensen markerade samtidigt en inledning av USA:s aktiva engagemang i regionen och kort därefter ett aktivt inträde i Vietnamkriget.